# 大豐港和順科技
大豐港和順科技股份有限公司，簡稱大豐港和順科技股份，以及大豐港和順科技（英語：Dafeng Port Heshun Technology Company Limited，港交所：8310），在1992年，由前主席羅煌楓於香港創立「金信物流集團有限公司」，前身為「伽瑪物流集團」。
主席為倪向榮。業務在香港和廣東珠三角經營若干港口業務，陸路及海洋貨運、空運代理，以及經營設備租賃服務。
當時福方集團有限公司（仁天科技控股有限公司（0885.HK）前身）把聯營公司分拆於2013年8月22日於港交所創業板上市，集資額為4000萬港元，配售股份數目和價格分別為2億股和0.25港元，主要用作收購穎圖船務有限公司股權之用。
2014年10月9日，當時控股公司「金信環球投資集團有限公司」接獲有關被收購一事，證實未有披露。
2015年1月30日，江苏大丰海港控股集团有限公司旗下大豐港海外投資控股有限公司，以每股0.38港元（5.2億股），收購該公司股份，總代價為1.976億港元，直至2015年3月11日完成後，當時創辦人羅煌楓等人退任。

## 外部連結
- dfport.com.hk/ （页面存档备份，存于）